# Nové Butovice (metrostation)
Nové Butovice is een metrostation in Praag aan lijn B. Het station werd geopend op 26 oktober 1988 onder de naam Dukelská. Tegenwoordig is het station genoemd naar de buurt waar het in gelegen is. Nové Butovice is een onderdeel van de wijk Jinonice.
Černý Most · Rajská zahrada · Hloubětín · Kolbenova · Vysočanská · Českomoravská · Palmovka · Invalidovna · Křižíkova · Florenc · Náměstí Republiky · Můstek · Národní třída · Karlovo náměstí · Anděl · Smíchovské nádraží · Radlická · Jinonice · Nové Butovice · Hůrka · Lužiny · Luka · Stodůlky · Zličín